# Papuacola lignicolor
Papuacola lignicolor là một loài bướm đêm trong họ Noctuidae.